# Nyanzapithecus
Nyanzapithecus je rod vyhynulých úzkonosých primátů, žijících na přelomu časného a středního miocénu (před 13 – 18,5 miliony let) na území dnešní Keni.
Rod Nyanzapithecus byl navržen v roce 1986 na zákadě nálezů z ostrova Maboko na Viktoriině jezeře, reprezentujících druh Nyanzapithecus pickfordi. Současně byl do téhož rodu přiřazen také nález, popsaný již v roce 1974 jako Rangwapithecus vancouveringi (nově byl označen jako Nyanzapithecus vancouveringorum). V roce 1997 byl popsán třetí druh Nyanzapithecus harrisoni.
V roce 2017 byl oznámen nález nevídaně dobře dochované lebky mláděte, která byla kvůli odlišnostem ve stavbě stoliček zařazena do nového druhu Nyanzapithecus alesi. Lebka byla zachycena v roce 2014 v oblasti Napudet, západně od jezera Turkana a pochází z doby před 13 miliony let. Skvěle dochovaná lebka umožnila díky moderním technologiím (skenování v European synchrotron radiation facility v Grenoblu) poznání vnitřních částí mozkovny, stavby vnitřního ucha i neprořezaných zubů.
V současnosti jsou tudíž z různých lokalit známé celkem čtyři druhy rodu Nyanzapithecus, které na sebe časově navazují a mohou představovat vývojovou linii se zvyšující se specializací druhů.
- Nyanzapithecus vancouveringorum – ostrovy Rusinga a Mfangano (před 17 – 18,5 miliony let)
- Nyanzapithecus pickfordi – Kipsaraman, ostrov Maboko (před 15 – 16 miliony let)
- Nyanzapithecus harrisoni – Nachola (před 13 – 15 miliony let)
- Nyanzapithecus alesi – Napudet (před 13 miliony let)

Původně byl rod Nyanzapithecus řazen do blízkosti čeledi Oreopithecidae, ale nyní se spíše preferuje jeho zařazení mezi prokonsulidy.
Dosud jen málo známý rod je doložen především fragmenty horních a dolních čelistí. Podobně jako u ostatních proconsulidů se patrně jednalo o býložravé stromové tvory, pohybující se po všech čtyřech končetinách. Samci druhů Nyanzapithecus pickfordi a Nyanzapithecus vancouveringorum dosahovali váhy asi 11 kg, samice vážily jen okolo 8 kg. Druh Nyanzapithecus harrisoni byl patrně o něco menší.
Rod Nyanzapithecus je morfologicky velmi blízký příbuzným rodům Mabokopithecus a Rangwapithecus a sdílí s nimi mnohé společné znaky. Otázky vyvolal zejména nález téměř kompletní dolní čelisti z ostrova Maboko, publikovaný v roce 1998. Třetí stoličky z této čelisti jsou morfologicky shodné se stoličkami rodu Mabokopithecus, zbytek chrupu je však extrémně podobný druhu Nyanzapithecus pickfordi. Je tudíž možné, že Nyanzapithecus a Mabokopithecus představují tentýž rod. V případě, že dojde ke sloučení obou rodů, dostane podle taxonomických pravidel přednost označení Mabokopithecus, neboť je téměř o 20 let starší než název Nyanzapithecus.